# Phenotype
Phenotype è il quinto album in studio del gruppo progressive metal olandese Textures, pubblicato nel 2016.

## Tracce
1. Oceans Collide – 6:03
2. New Horizons – 4:51
3. Shaping a Single Grain of Sand – 4:20
4. Illuminate the Trail – 7:15
5. Meander – 1:39
6. Erosion – 4:34
7. The Fourth Prime – 7:06
8. Zman – 3:20
9. Timeless – 4:42